# Stillstreik
Als Stillstreik  wird in der Kinderheilkunde und Hebammenkunde ein vorübergehendes Verweigern eines Babys, an der Brust gestillt zu werden, bezeichnet, sofern das Stillen zuvor regelmäßig erfolgte.
Dabei dreht sich das Kind weg und schreit, sodass es nicht möglich ist, den Säugling anzulegen. Im Gegensatz zur Brustverweigerung tritt ein Stillstreik plötzlich auf.
Ein Stillstreik gilt als Kommunikationsstörung zwischen Mutter und Kind. Die Ursachen können vielfältig sein:
- Ablenkung durch die Umgebung
- Schmerzen des Kindes (Ohrenschmerzen, Zahnungsschmerzen, Halsentzündung etc.)[1]
- Eine unangenehme Erfahrung während des Stillens (Erschrecken durch ein lautes Geräusch etc.)[1]
- Änderung von Geruch und Geschmack der Muttermilch (Einsetzen einer Schwangerschaft oder Einsetzen der Monatsblutung, erstmalige Anwendung oder Wechsel von Duschbad oder Parfüm, Medikamenteneinnahme der Mutter)[1]
- Saugverwirrung durch Einsatz von Schnuller oder Sauger beim ersten Saugen
- Stress der Mutter[1]
- Ein durch die Mutter aufgenommenes Nahrungsmittel,[1] wie zum Beispiel Knoblauch, das dem Säugling nicht schmeckt.

Gegebenenfalls kann das Kind mit Löffel oder Becher gefüttert werden. Das Abpumpen der Muttermilch verhindert eine Reduktion der Milchbildung.
Ein (vorübergehender) Stillstreik muss nicht bedeuten, dass sich das Kind abstillen möchte. Im Normalfall vergeht der Stillstreik nach Beseitigung der Ursachen.